# Mateusz Biernat
Mateusz Biernat (ur. 19 maja 1992) – polski siatkarz, grający na pozycji rozgrywającego. 
Ma żonę o imieniu Agata i 3-letniego syna.

## Sukcesy klubowe
I liga:
- 2015

Liga czeska:
- 2019

Liga niemiecka:
- 2023[8]